# Lauri Hendler
Lauri Hendler (Fort Belvoir, 22 april 1965) is een Amerikaanse actrice.

## Biografie
Hendler begon in 1978 met acteren in de televisieserie CHiPs, waarna zij nog meerdere rollen speelde in televisieseries en films. Zij is vooral bekend van haar rol Julie Kanisky in de televisieserie Gimme a Break! waar zij in 114 afleveringen speelde (1981-1986). Met deze rol werd zij drie keer genomineerd voor een Young Artist Award (1984, 1985 en 1987).
Hendler is getrouwd.

## Filmografie

### Films
- 2020 The Voices - als Joan
- 2018 Inclusion Criteria - als dr. Greta Brinkman
- 1992 FernGully: The Last Rainforest – als stem
- 1983 High School U.S.A. – als Nadine
- 1980 The Promise of Love – als Laurie
- 1980 Portrait of an Escort – als Mandy
- 1979 The Child Stealer – als Andrea

### Televisieseries
Uitgezonderd eenmalige gastrollen.
- 2017-2019 Two Sentence Horror Stories - als Len - 3 afl.
- 2008 Faux Baby – als Carrie – 2 afl.
- 1996 Wings Commander Academy – als Lindsay Price – 10 afl.
- 1981-1986 Gimme a Break! – als Julie Kanisky – 114 afl.
- 1979-1980 A New Kind of Family – als Hillary Flanagan – 11 afl.
- 1978-1979 ABC Weekend Specials – als Little Lulu – 2 afl.

### Computerspellen
- 2013 Saints Row IV – als Jane Valderama
- 2011 Saints Row: The Third – als Jane Valderama
- 2011 The Elder Scrolls V: Skyrim – als stem
- 2008 Saints Row 2 – als Jane Valderama

- International Standard Name Identifier: 0000 0000 4645 9395
- Library of Congress Control Number: no98095779
- Virtual International Authority File: 41461954
- WorldCat: E39PBJjxt6y8KtFR6WTyJghT73